# Juan Ponce de León
Pour les articles homonymes, voir Ponce (homonymie) et Ponce de León.
Juan Ponce de León, prononcé en espagnol : [xwan ˈponθe ðe leˈon] (c. 1460-juillet 1521,), est un conquistador espagnol. Premier gouverneur de Porto Rico, il est souvent considéré comme le premier Européen à avoir exploré la péninsule de Floride en 1513. La légende de la recherche de la fontaine de Jouvence est attachée à cette exploration.

## Biographie

### Jeunesse et arrivée dans le Nouveau Monde
D'ascendance noble, il est né à Santervás de Campos, une petite ville au nord de la province de Valladolid. Page à la cour de Ferdinand le Catholique, il se joignit ensuite à la guerre pour conquérir le royaume de Grenade, dernier État mauresque sur la péninsule Ibérique. Il subsiste un doute pour savoir s'il effectua son premier voyage vers le Nouveau Monde avec Christophe Colomb lors du second voyage de ce dernier en 1493 ou avec Ovando en 1502. En tout cas, il collabora avec ce dernier dans la conquête d'Hispaniola (actuellement République dominicaine et Haïti).
On pense que Ponce de León accosta pour la première fois sur le site de l'actuelle Cockburn Town, à Grand Turk dans les îles Turks et Caïcos mais s'installa rapidement à Hispaniola. Il contribua à la conquête sur les Indiens Taïnos de la partie orientale d'Hispaniola et en fut récompensé par le gouvernorat de la province de Higüey qui y fut créée. Il y entendit alors des histoires sur la prospérité d'une île voisine Borinquen (l'actuelle Porto Rico). Il fut alors à sa demande chargé de son exploration et de sa conquête en 1508.

### Gouverneur de Porto Rico
Il fonda en 1509 le premier établissement espagnol à Porto Rico, Caparra (dans l'Ouest de l'actuelle zone métropolitaine de San Juan).
Il en est nommé gouverneur en 1510 par la couronne espagnole. L'île a été soumise sans difficulté, avec la conversion du chef amérindien Agüeybaná. Ponce de León a alors été en mesure de se consacrer à la fondation des villes et à l'exploitation de l'or. Mais après la mort d'Agüeybaná, les Amérindiens Taïnos se révoltèrent contre la domination espagnole et le régime du travail forcé dans les mines et sur les fortifications auquel ils étaient soumis. Après de durs combats, Ponce de León prit le dessus sur les autochtones et procéda à des représailles sanglantes. Beaucoup d'Indiens moururent aussi des maladies importées d'Europe contre lesquelles ils n'étaient pas immunisés.
Ponce de León s'enrichit durant son mandat de gouverneur. Il dut cependant l'abandonner au profit de Diego Colomb, fils de Christophe Colomb. Ce dernier avait été nommé gouverneur militaire à vie de toutes les régions qu'il avait découvertes. Mais à sa mort en 1506, les autorités espagnoles refusèrent d'accorder le même privilège à son fils. La couronne d'Espagne choisit alors Ponce de León pour coloniser et gouverner l'île de Puerto Rico. Diego Colomb porta une réclamation devant les plus hautes autorités judiciaires à Madrid et recouvra les droits de son père. Ponce de León dut donc quitter sa charge en 1512. Estimant que sa réputation avait été salie et ne souhaitant pas servir Diego, Ponce de León obtint en dédommagement de la couronne espagnole les titres d'exploration pour les zones au nord de Cuba.

### Premier voyage et découverte de la Floride
Ponce de León équipa trois navires sur ses propres finances et partit dans son voyage de découverte en 1513. Le 27 mars, il vit une île mais n'y accosta pas. Entre le 2 et le 8 avril, il accosta sur la côte orientale de la nouvelle terre « découverte » à un endroit qui reste encore aujourd'hui discuté mais se trouvait sur la côte nord-est de l'actuelle Floride. La localisation la plus couramment acceptée est Saint Augustine mais des preuves semblent indiquer que Ponce ait accosté plus au sud, près de l'actuelle Melbourne Beach. Ponce de León prit possession de cette terre au nom de l'Espagne et la nomma Florida parce qu'il y accosta le jour de Pâques, dont un des noms en espagnol est Pascua Florida . Le Pascua Florida Day, le 2 avril, est un jour légal de congé en Floride.
Ponce de León navigua ensuite le long de la côte de Floride, cartographiant les rivières qu'il rencontrait, dépassant les Keys, et remontant la côte occidentale de la Floride jusqu'au cap Romano. Il repartit ensuite vers le sud vers La Havane, puis remonta de nouveau vers la Floride, s'arrêtant à la baie de Chequesta (baie de Biscayne) avant de retourner à Puerto Rico.
Ponce de León n'est peut-être pas le premier Européen à avoir atteint la Floride. Il rencontra au moins un Amérindien en Floride en 1513 qui était capable de parler espagnol. Un historien suggère aussi que le vénitien Jean Cabot avait été le premier à atteindre la péninsule de Floride.
Durant cette expédition, l'Espagnol découvrit le courant du Gulf Stream, qui devait rapidement devenir la route principale utilisée au retour des Caraïbes vers l'Espagne.
| |  |  |
| Juan Ponce de León, statue, cathédrale et tombeau dans le vieux San Juan (Porto Rico).                                                   |  |  |
| La statue a été faite à New York en 1882 en utilisant le bronze des canons anglais saisis après l'attaque anglaise sur San Juan de 1792. |  |  |

### Dernier voyage en Floride
En 1521, Ponce de León organisa une expédition de colonisation avec deux navires. Elle comprenait 200 hommes dont des prêtres, des fermiers et des artisans, 50 chevaux et d'autres animaux domestiques. L'expédition accosta au sud-ouest de la côte de Floride, dans les environs du fleuve Caloosahatchee ou de l'estuaire de Charlotte Harbor. Les colons furent vite attaqués par les Indiens Calusa et Ponce de León fut blessé à l'épaule par une flèche empoisonnée. À la suite de cette attaque, ses colons et lui repartirent pour La Havane à Cuba, où il mourut peu après de sa blessure. Sa tombe se trouve dans la cathédrale San Juan Bautista dans le Vieux San Juan, à Puerto Rico.

## La légende de la fontaine de Jouvence
Selon une légende populaire, Ponce de León découvrit la Floride alors qu'il était à la recherche de la fontaine de Jouvence. Bien que les légendes d'une eau régénérante eussent existé des deux côtés de l'Atlantique bien avant Ponce de León, l'histoire selon laquelle il recherchait une telle eau n'apparut qu'après sa mort. Dans son Historia General y Natural de las Indias de 1535, Gonzalo Fernández de Oviedo y Valdés écrit que Ponce de León cherchait les eaux de Bimini pour guérir son impuissance sexuelle. Des propos similaires apparaissent dans l'Historia General de las Indias de 1551 de Francisco López de Gómara. En 1575, Hernando de Escalante Fontaneda, rescapé d'un naufrage, et ayant vécu 17 ans auprès des Amérindiens de Floride, publia ses Mémoires. Il y situe la fontaine de Jouvence en Floride, et déclare que Ponce de León était censé être là pour la découvrir. Mais il doute que ce soit la vraie raison de la présence de León en Floride. En 1615, Antonio de Herrera y Tordesillas lui en fut fait crédit dans Historia general de los hechos de los Castellanos. Maints historiens soulignent que la soif d'or ou les visées expansionnistes de l'Espagne étaient de bien plus impérieux motifs que la recherche d'une fontaine ou d'esclaves. L'emplacement mythique de la fontaine de Jouvence serait d'ailleurs plus à l'ouest, dans le golfe du Honduras, plutôt qu'en Floride ou aux Bahamas.

## Dans la culture populaire anglo-saxonne
La légende de Ponce de Léon et de la fontaine de Jouvence est citée dans « Sur des mers plus ignorées… », de Tim Powers (1988), et dans Pirates des Caraïbes : la Fontaine de Jouvence (ainsi qu'à la fin de Pirates des Caraïbes : Jusqu'au bout du monde).
Elle est également utilisée dans X-Files, saison 5 épisode 4 : Détour, et Arrow, saison 3 épisode 16 : The Offer (l'offre). Ainsi que dans Charmed saison 7, épisode 4 : « La malédiction du pirate » et dans Sydney Fox, l'aventurière saison 3, épisode 21 : « L’Eau de jouvence ». Également citée en 2019 dans la chanson Invincible du groupe Tool, dans une critique du bellicisme impérialiste des USA[réf. souhaitée].
Ponce de Léon est l'un des gardiens de la fontaine de Jouvence dans le jeu vidéo indépendant Rogue Legacy. Dans le jeu Age of Empires III, la fontaine fait l'objet de la quête principale de Morgan Black.
Ponce de Léon est un personnage de la trilogie Magie ex libris de Jim C. Hines.
Il est cité dans les paroles de la chanson Invicible, présente sur l'album Fear Inoculum, par le groupe américain Tool.